# لوئیجی دیبرتی
لوئیجی دیبرتی (ایتالیایی: Luigi Diberti؛ زادهٔ ۲۹ سپتامبر ۱۹۳۹) بازیگر اهل ایتالیا است.
از فیلم‌هایی که وی در آن نقش داشته‌است، می‌توان به اغوای میمی، افسون، حواری سیزدهم، همسر شهرآشوب، ۳۰ سکه، هفت نت سیاه‌رنگ، طبقه کارگر به بهشت می‌رود، به خاطر رزانا، معشوق جاودان، واحد ضد مافیا، کاراواجو، لیبرا، عشق من، یک مرد محترم و راز اشاره کرد.